# Colonia Express
Colonia Express es una empresa de transporte fluvial argentina de pasajeros que une a través del Río de La Plata las ciudades de Buenos Aires y Colonia del Sacramento, con conexiones vía buses a Montevideo, Punta del Este y otros dentro del interior de Uruguay. 
Comenzó a operar el 28 de febrero de 2007. Fue fundada por los hijos de los antiguos dueños de Ferrylíneas.
Inicialmente operaba en la Terminal de Cruceros de Buenos Aires, ubicada en la zona de Retiro, cerca de la terminal de ómnibus (Av. de los Inmigrantes y Av. Ramon Castillo). Sin embargo, en noviembre de 2008 inauguró una terminal propia en Puerto Madero Sur, ubicada en Pedro de Mendoza 330. Se trata de la terminal en la que operaba la desaparecida empresa Fast Ferry. Actualmente su terminal Buenos Aires se encuentra en Av. Elvira Rawson de Dellepiane 155, Puerto Madero Sur (antiguo embarcadero que Buquebus tenía en dársena Sur)
Llegó al mercado dispuesta a disputarle el Río de la Plata a Buquebus, la única empresa que hasta el momento realizaba el cruce Buenos Aires-Colonia.
Comenzó operando con un solo buque (bautizado "Colonia Express") con capacidad para 360 Pasajeros, pero en agosto de 2007 incorporó otro (el "Buenos Aires Express"), y en el año 2015 incorporó su unidad insignia, (HSC Atlantic Express) que transporta 577 pasajeros y 88 automóviles, teniendo próximo a entrar en servicio a una cuarta nave de alta velocidad manufacturada en Argentina.